# Dragan Mladenović (Handballspieler, 1956)
Dragan Mladenović (serbisch-kyrillisch Драган Младеновић; * 29. März 1956 in Pirot, SFR Jugoslawien) ist ein ehemaliger jugoslawischer Handballspieler.

## Karriere

### Verein
Dragan Mladenović lernte das Handballspielen in seiner Heimatstadt beim ORK Pirot. Mit dem RK Železničar Niš gewann der 1,90 m große linke Rückraumspieler 1982 und 1985 den jugoslawischen Pokal und wurde zweimal bester Torschütze der jugoslawischen Bundesliga. Nach zehn Jahren in Niš wechselte er 1986 nach Spanien zum Erstligisten Teka Santander. Dort spielte er auch für Helados Alacant. Zum Ende seiner Karriere lief er in der zweiten und dritten französischen Liga für Mougins Mouans-Sartoux auf.

### Nationalmannschaft
Mit der jugoslawischen Nationalmannschaft gewann Mladenović die Goldmedaille bei den Mittelmeerspielen 1983, bei den Olympischen Spielen 1984 in Los Angeles und bei der Weltmeisterschaft 1986.

## Trivia
Dragan Mladenović wurde in der Presse mehrfach mit seinem gleichnamigen, sieben Jahre jüngeren, jugoslawischen Landsmann und Handballtorwart Dragan Mladenović (* 1963) verwechselt. Dieser ist der Vater der französischen Tennisspielerin Kristina Mladenovic.